# Wolica (Bełchatów)
Pour les articles homonymes, voir Wolica.
Wolica (prononciation [vɔˈlit͡sa]) est un village de la gmina de Kleszczów, du powiat de Bełchatów, dans la voïvodie de Łódź, situé dans le centre de la Pologne.
Il se situe à environ 5 kilomètres au sud-est de Bełchatów (siège du powiat), 20 kilomètres au sud de Bełchatów (siège du powiat) et 67 kilomètres au sud de Łódź (capitale de la voïvodie).
Sa population s'élevait approximativement à 340 habitants en 2006.

## Administration
De 1975 à 1998, le village était attaché administrativement à l'ancienne voïvodie de Piotrków.

Depuis 1999, il fait partie de la nouvelle voïvodie de Łódź.